# Celia Alberto Pérez
Celia Alberto Pérez (28 de enero de 1977) es una abogada y política española, diputada por el Partido Popular en el Congreso durante la X y XII legislatura.

## Biografía
Abogada de profesión, posee un máster de Asesoría Jurídica de Empresa por el Instituto de Empresa. Entre 2011 y 2015 fue diputada por Las Palmas durante la X legislatura y en noviembre de 2016 regresó de nuevo al Congreso en sustitución de Matilde Asian, nombrada Secretaria de Estado de Turismo.